# Ћер (презиме)
Ћер (дан. Kjær) је презиме данског и норвешког порекла које се може срести и у Шведској. На скандинавским језицима означава мочвару или мочварно подручје. Познати Ћерови:
- Биртхе Ћер (рођена 1948), данска певачица
- Симон Ћер (рођен 1989), дански фудбалер
- Хајди Ћер, данска играчица крикета
- Хенриетте Ћер (рођена 1966), данска политичарка
- Нилс Ћер (1870–1924), норвешки драмски писац
- Петер Ћер (фудбалер) (рођен 1965), дански фудбалер, телевизијски коментатор и спортски директор
- Петер Ћер (архитекта), ректор Архитектонске школе у Умеи